# Stara Wieś (Kalinowo)
Stara Wieś – część wsi Kalinowo w Polsce, położona w województwie mazowieckim, w powiecie ostrowskim, w gminie Ostrów Mazowiecka.
W latach 1975–1998 Stara Wieś administracyjnie należała do województwa ostrołęckiego.